# Mibuchi Tadahiko

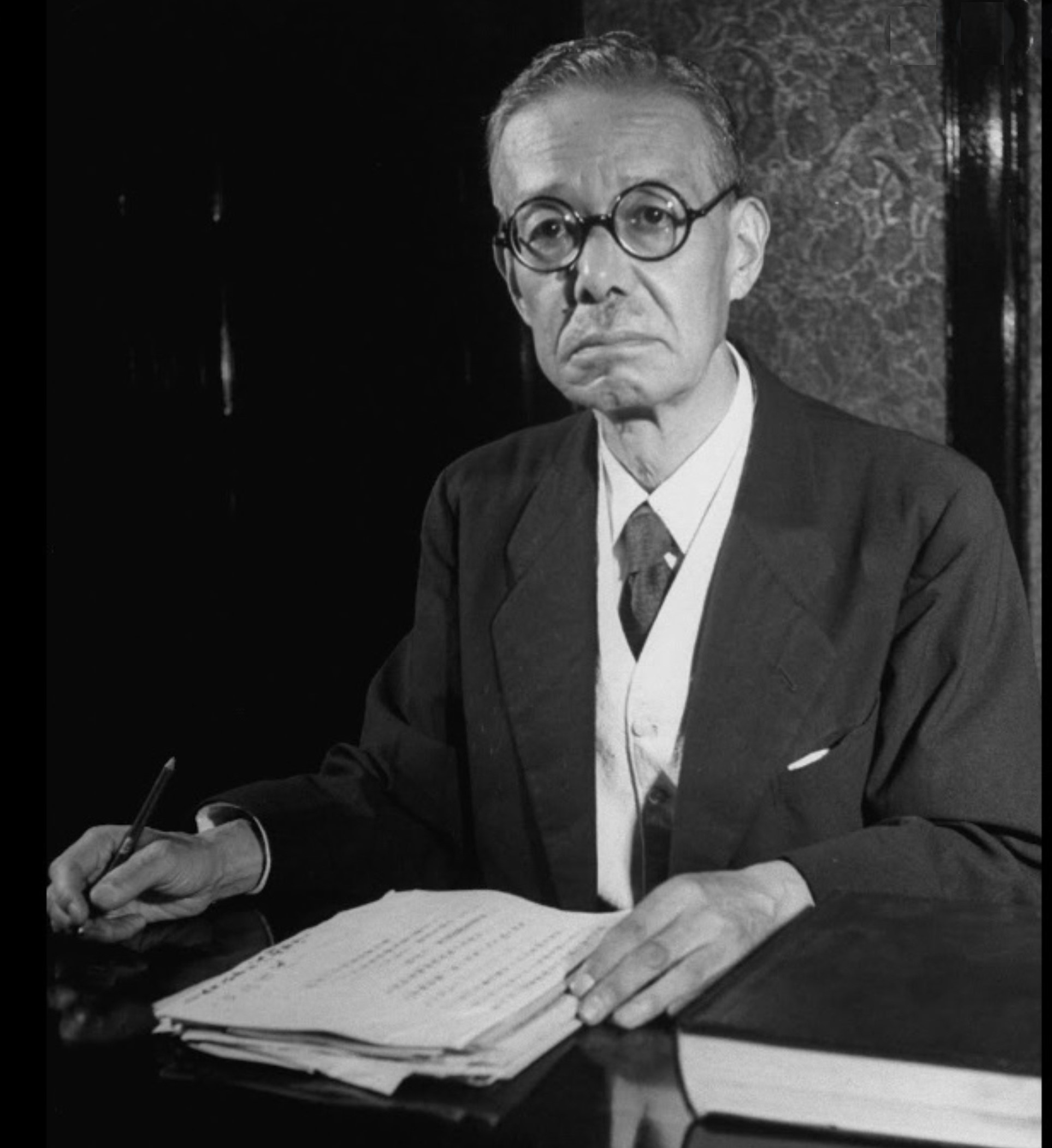
Mibuchi Tadahiko

Mibuchi Tadahiko (japanisch 三淵 忠彦; geboren 3. März 1880 in der Präfektur Okayama; gestorben 14. Juli 1950 in der Präfektur Tokio) war ein japanischer Jurist, 1947 erster Vorsitzender des Obersten Gerichtshofs in Japan.

## Leben und Wirken
Mibuchi Tadahiko wurde als Sohn eines Samurai des Aizu-Han (会津藩) geboren. Er studierte wie sein Vater Jura und schloss 1905 sein Studium an der Universität Kyōto ab. Anschließend arbeitete er als Hilfskraft an seiner Alma Mater, bevor er 1907 Richter am Bezirksgericht Tokio (東京地方裁判所, Tōkyō chihō saiban-sho) wurde. Während seiner Amtszeit als Richter war  er einer Meinung mit Katayama Tetsu, einem Anwalt und späteren Premierminister, der die Verabschiedung von Arbeitsgesetzen und die Einrichtung eines Familiengerichts forderte. Er verfasste Beiträge für die „Central Law News“ (中央法律新報, Chūō hōritsu shimpō), die von der Rechtsberatungsstelle „Chūō hōritsu sōdansho“ (中央法律相談所) herausgegeben wurden, wobei sich die Beziehung zu Katayama vertieften. Daneben lehrte er Bürgerliches Recht an der Keiō-Universität und an der Handelsuniversität Tokio (東京商科大学, Tōkyō shōka daigaku). 1925 gab Mibuchi seine Richterstelle auf und arbeitete als Anwalt für die „Mitsubishi Trust and Banking Company“.
Nach dem Zweiten Weltkrieg wurde Mibuchi 1947 erster Präsident des Obersten Gerichtshofes, der unter der neuen Verfassung eingerichtet worden war. Er bemühte sich, den Gerichtshof als Schützer der Verfassung und der Menschenrechte zu etablieren. Gleichzeitig revolutionierte er die Behandlung von Richtern, die bis dahin den Verwaltungsbeamten unterlegen waren. In seinen späteren Jahren war er anfällig für Krankheiten und seine lange Abwesenheit von acht Monaten war auch Thema im Reichstag. Er arbeitete jedoch bis zum Pensionsalter und starb 1950, vier Monate nach seiner Pensionierung. Kurz vor seinem Tod wurde er auf Vermittlung von Tanaka Kōtarō als Christ getauft.
Mibuchi wurde mit dem Orden des Heiligen Schatzes ausgezeichnet.
Zu Mibuchis Werken gehören
- „Mimpō gaisetsu“ (民法概説) – „Bürgerliches Recht, einen Übersicht“
- „Nichijō seikatsu to minpō“ (日常生活と民法) – „Alltag und Bürgerliches Recht“
- „Seken to ningen“ (世間と人間) – „Der Mensch in der Öffentlichkeit“